# Schlacht bei Mies
Die Schlacht bei Mies, auch Schlacht bei Tachau, wurde am 4. August 1427 bei den böhmischen Städten Stříbro und Tachov geschlagen.
Sie war während der Hussitenkriege des 15. Jahrhunderts eine der bedeutendsten Schlachten in der Geschichte Böhmens, stand unter der Heeresführung des Andreas Prokop dem Großen und war die erste Schlacht, in der auch das Heer der Kreuzritter unter Kardinal Henry Beaufort, Bischof von Winchester, und Friedrich I. (Brandenburg) von Hohenzollern Wagenburgen einsetzte.
Auf der Seite des römisch-katholischen Heeres sollen nach unbekannter Quelle achtzigtausend Reiter, achtzigtausend Fußkämpfer und tausend englische Bogenschützen zum Angriff zusammengezogen worden sein, um von der Oberpfalz aus nach Böhmen vorzudringen. Die Schlacht zeigte, dass die Kampftechnik mit Wagenburgen, unterstützt von einem leistungsfähigen Tross, nicht von jeder Armee erfolgreich eingesetzt werden konnte, sondern es einer Armee bedurfte, die wusste, wie man die Wagen erfolgreich bei Angriffen und Verteidigung einzusetzen hatte. 
Die katholischen Truppen wurden im Kampf gegen den Taboritenfeldherrn Andreas Prokop während der Schlacht dezimiert. Kardinal Beaufort und der Rest der Truppen hatten Mühe über die Böhmerwaldpässe nach Westen zu entkommen. In Bärnau bei Tirschenreuth stoppte Johann (Pfalz-Neumarkt) von Wittelsbach eine verfolgende Söldnertruppe. Die Schlacht im Jahr 1427 zwischen Mies und Tachau in Westböhmen beendete den vierten Kreuzzug während der Hussitenkriege. In den darauffolgenden vier Jahren wurden keine Kreuzzüge mehr unternommen.